# هنري بونصو
هنري بونسو (بالفرنسية-Henri Ponsot) هو دبلوماسي فرنسي ولد 2 مارس 1877 في بولونيا، وتوفي في عام 1963.
دخل السلك الدبلوماسي في عام 1903، وعمل في سيام، وبرلين وفي كندا.
تم تعيينه سكرتيرا عاما (أو أمينا عاما) للحكومة التونسية في عام 1922. تولى مهام مديرية الشؤون الفرعية الإفريقية في فرنسا. تفاوض مع إسبانيا للوصول إلى إتفاقية للعمل المشترك في المغرب وذلك في مايو 1925. أصبح المفوض السامي لفرنسا في بلاد الشام (سوريا ولبنان) من أغسطس 1926 إلى يوليو عام 1933، وكان مقر المفوضية في بيروت.
شغل منصب سفير فرنسا في تركيا من مارس 1936 إلى أكتوبر 1938.

## في لبنان
حل المفوض السامي هنري بونسو مجلس النواب سنة 1932، وبقي المجلس منحلا حتى مجيء بريفا اوبوار رئيسا للدولة الفرنسية سنة 1933
كما واصدر قرارا بتعليق العمل بالدستور وحلّ الحكومة في لبنان وكلف شارل دباس شؤون رئاسة الحكومة إلى جانب شؤون رئاسة الجمهورية.

## في سوريا
وفي 27 تموز (يوليو) عام 1927م نقل هنري بونسو رغبة الحكومة الفرنسية بقيام انتخابات لمجلس تأسيسي يمثل الشعب ويضع دستوراً للبلاد، وحدد موعد الاقتراع في 10 و24 نيسان عام 1928م، ففازت قائمة الكتلة الوطنية بزعامة الأتاسي فوزاً ساحقاً وضمنت هيمنتها على المجلس النيابي. ولما عقد الاجتماع الأول في التاسع من حزيران (يونيو) انتخب الأتاسي رئيساً للجمعية التأسيسية، بينما انتخب إبراهيم هنانو رئيساً للجنة صياغة الدستور.
في 14 أيار من عام 1930 أصدر  قراراً رقم 3111 يقضي بوضع دستورا للدولة السورية، وجاء في المادة الرابعة من الباب الأول ما يلي: «يكون العلم السوري على الشكل الآتي: طوله ضعف عرضه، ويقسّم إلى ثلاثة ألوان متساوية متوازية، أعلاها الأخضر فالأبيض فالأسود، على أن يحتوي القسم الأبيض منها في خط مستقيم واحد على ثلاث نجوم حمراء ذات خمسة أشعة».